# Mormia bryophila
Mormia bryophila és una espècie d'insecte dípter pertanyent a la família dels psicòdids que es troba a Europa: és un endemisme de França.